# بلاس كريستالدو
بلاس كريستالدو (بالإسبانية: Blas Cristaldo)‏ هو مدرب كرة قدم ولاعب كرة قدم باراغواياني في مركزي قلب الدفاع والدفاع، ولد في 9 ديسمبر 1964 في كونسيبسيون في باراغواي. شارك مع منتخب باراغواي لكرة القدم. أما مع النوادي، فقد لعب مع سيرو بورتينيو.

## وصلات خارجية
- بلاس كريستالدو على موقع قاعدة بيانات كرة القدم.إي يو (الإنجليزية)
- بلاس كريستالدو على موقع ناشيونال فوتبول تيمز (الإنجليزية)